# Beni Semiel
Beni Semiel (em árabe: بني صميل) é uma cidade e comuna localizada na província de Tremecém, no noroeste da Argélia. Em 2008, sua população era de 4 704 habitantes.